# Stelis papilio
Stelis papilio är en orkidéart som beskrevs av O.Duque. Stelis papilio ingår i släktet Stelis och familjen orkidéer. Inga underarter finns listade i Catalogue of Life.